# Emilio Nava
Emilio Nava (Califórnia, 2 de dezembro de 2001) é um tenista estadunidense, com descendência mexicana.
Nava possui ranking mais alto em simples na ATP o de número 575, alcançado em 13 de maio de 2019.
Nava fez sua estreia em uma chave principal de um torneio nível ATP no Abierto Mexicano Telcel de 2019, depois de receber um wildcard para a chave principal de simples.
Ele alcançou duas finais de Grand Slam de simples juvenil, perdendo para Lorenzo Musetti no Australian Open de 2019 e para Jonáš Forejtek no US Open de 2019.
Nava é filho de Eduardo Nava e Xóchitl Escobedo, e também é primo do também tenista Ernesto Escobedo.

## Finais de Grand Slam Juvenil

### Simples: 2 (2 vices)
| Resultado | Ano  | Torneio         | Superfície | Oponente        | Placar               |
| --------- | ---- | --------------- | ---------- | --------------- | -------------------- |
| Derrota   | 2019 | Australian Open | Duro       | Lorenzo Musetti | 6–4, 2–6, 6–7(12–14) |
| Derrota   | 2019 | US Open         | Duro       | Jonáš Forejtek  | 7–6(7–4), 0–6, 2–6   |

### Duplas: 2 (2 vices)
| Resultado | Ano  | Torneio         | Superfície | Parceiro        | Oponentes                       | Placar           |
| --------- | ---- | --------------- | ---------- | --------------- | ------------------------------- | ---------------- |
| Derrota   | 2018 | US Open         | Duro       | Axel Nefve      | Adrian Andreev Anton Matusevich | 2–6, 6–2, [8–10] |
| Derrota   | 2019 | Australian Open | Duro       | Cannon Kingsley | Jonáš Forejtek Dalibor Svrčina  | 6–7(5–7), 4–6    |